# Gradnitsa
Gradnitsa (bulgariska: Градница) är ett distrikt i Bulgarien.   Det ligger i kommunen obsjtina Tervel och regionen Dobritj, i den nordöstra delen av landet, 300 km öster om huvudstaden Sofia.
Trakten runt Gradnitsa består till största delen av jordbruksmark. Runt Gradnitsa är det ganska glesbefolkat, med 29 invånare per kvadratkilometer.